# Vlizkî, Lebedîn
Vlizkî (în ucraineană Влізьки) este un sat în comuna Moskovskîi Bobrîk din raionul Lebedîn, regiunea Sumî, Ucraina.

## Demografie
Componența lingvistică a localității Vlizkî
     Ucraineană (100%)
Conform recensământului din 2001, toată populația localității Vlizkî era vorbitoare de ucraineană (100%).